# Capriolo
Capriolo là một đô thị trong tỉnh tỉnh Brescia thuộc vùng Lombardia, Ý. Đô thị này có diện tích 10,65 km², dân số 8336 người. Các đô thị giáp ranh gồm: Adro, Castelli Calepio, Credaro, Palazzolo sull'Oglio, Paratico